# Cantone di Saignes
Il Cantone di Saignes era una divisione amministrativa dell'arrondissement di Mauriac.
A seguito della riforma approvata con decreto del 13 febbraio 2014, che ha avuto attuazione dopo le elezioni dipartimentali del 2015, è stato soppresso.

## Composizione
Comprendeva i comuni di
- Antignac
- Bassignac
- Champagnac
- Madic
- La Monselie
- Le Monteil
- Sauvat
- Saignes
- Saint-Pierre
- Vebret
- Veyrières
- Ydes